# 가쓰야마정 (오카야마현)
가쓰야마정(勝山町)은 오카야마현 마니와군의 옛 정이다. 2005년 3월 31일, 마니와군 오치아이정, 호쿠보정, 구세정, 유바라정, 가와카미촌, 주카촌, 미카모촌, 야쓰카촌과 합병으로 마니와시가 되어 소멸하였다.

## 지리
오카야마현 북부에 위치하며 면적의 약 85%를 산림이 차지하고 있어 예로부터 임업이 활발히 이루어져 서일본 유수의 목재 산지가 되고 있다.

## 역사
- 1889년 6월 1일 - 정촌제 시행에 의해 마시와군 다키타촌이 단독으로 시행해 가쓰야마촌이 되었다.
- 1896년 2월 26일 - 정으로 승격해 가쓰야마정이 되었다.
- 1900년 4월 1일 - 마시와군과 오바군이 합병해 마니와군이 되었다.
- 1907년 5월 1일 - 마니와군 가쓰야마정, 가와니시촌, 잇큐촌, 쓰키다촌이 합병해 가쓰야마정 (2대)이 되었다.
- 1955년 4월 1일 - 마니와군 가쓰야마정 (2대), 쓰키다촌, 도미하라촌이 합병해 가쓰야마정 (3대)이 되었다.
- 2005년 3월 31일 - 마니와군 오치아이정, 호쿠보정, 구세정, 유바라정, 가와카미촌, 주카촌, 미카모촌, 야쓰카촌과 합병으로 마니와시가 되었다. 동일 가쓰야마정은 폐지되었다.

## 교통

### 철도
- 서일본 여객철도 기신 선

### 도로
- 국도 제181호선
- 국도 제313호선 (일본)(일본어판)